# Абсалямово (село, Татарстан)
Абсаля́мово (тат. Әпсәләм) — село в Ютазинском районе  Республики Татарстан, административный центр Абсалямовского сельского поселения.

## География
Село расположено на реке Ик, в 6 км к юго-западу от районного центра — посёлка городского типа Уруссу.

## История
Основано во второй половине XVII века.
В XVIII—XIX веках в сословном отношении жители делились на башкир-вотчинников и тептярей. Занимались земледелием, разведением скота.
В «Списке населенных мест по сведениям 1859 года», изданном в 1864 году, населённый пункт упомянут как башкирская деревня Абсалямова 4-го стана Бугульминского уезда Самарской губернии. Располагалась при речке Ике, на почтовом тракте из Бугульмы в Уфу, в 42 верстах от уездного города Бугульмы и в 20 верстах от становой квартиры в казённом селе Ефановка (Крым-Сарай, Орловка, Хуторское). В деревне в 75 дворах жили 673 человека (331 мужчина и 342 женщины). Была мечеть. Проводился базар.
В 1910 году работали 2 водяные мельницы, по субботам проходила ярмарка. В конце XIX века земельный надел сельской общины составлял 5199 десятин земли (вместе с селом Дым-Тамак).
До 1920 года село входило в Александровскую волость Бугульминского уезда Самарской губернии. С 1920 года в составе Бугульминского кантона Татарской АССР. С 10 августа 1930 года в Бавлинском, с 10 февраля 1935 года в Ютазинском, с 1 февраля 1963 года в Бугульминском, с 12 января 1965 года в Бавлинском, с 6 апреля 1991 года в Ютазинском районах.

## Население
| 1795 | 1859 | 1886 | 1897 | 1926 | 1938 | 1949 | 1958 | 1970 | 1979 | 1989 | 2000 |
| ---- | ---- | ---- | ---- | ---- | ---- | ---- | ---- | ---- | ---- | ---- | ---- |
| 135  | 673  | 604  | 807  | 925  | 1098 | 728  | 724  | 689  | 757  | 941  | 909  |

Национальный состав села - татары.

## Экономика
Полеводство, молочное скотоводство; комбинат стройконструкций и материалов.

## Социальная инфраструктура
Неполная средняя школа, дом культуры, библиотека.